# Margareta Haverinen
Brita Margareta Haverinen Brandt, född 23 november 1952 i Tavastehus, är en finländsk operasångerska (sopran). 
Haverinen studerade vid Sibelius-Akademin för Jolanda di Maria-Petris och Liisa Linko-Malmio. Hon segrade i sångtävlingen i Villmanstrand 1975 och i den internationella sångtävlingen i Genève 1978. Hon tilldelades Léonie Sonnings musikstipendium 1976 och diplom i Internationella Tjajkovskijtävlingen i Moskva 1978. Hon har framträtt bland annat som Madame Butterfly, Tosca, Micaela och Donna Anna vid Finlands nationalopera och sjöng 1992 Jean Sibelius Luonnotar i London. Hon avlade musikdoktorsexamen 2009. 